# Biomagnificación

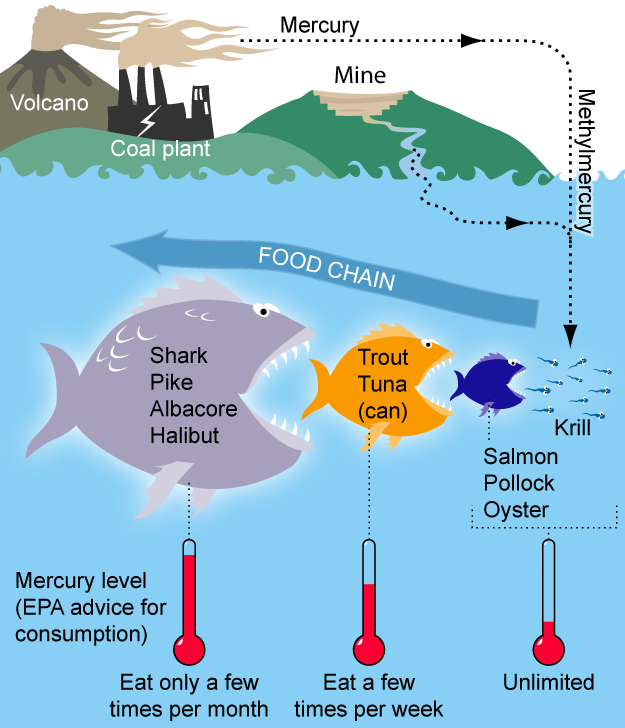
Esta imagen muestra algunas fuentes comunes de mercurio, la conversión a metilmercurio tóxico y el esquema de recomendaciones de consumo de la EPA para ciertos tipos de pescado en función de los niveles de mercurio.

La biomagnificación es la propagación sucesiva de la bioconcentración de los diferentes eslabones que participan a lo largo de la cadena trófica (como por ejemplo el plaguicida DDT). Ésta se presenta en bajas concentraciones en organismos al principio de la cadena trófica y en mayor proporción a medida que se asciende en dicha cadena. Esto significa que las presas tienen menor concentración de sustancias tóxicas que el predador.
Esto puede ser a consecuencia de:
- Persistencia de la sustancia (no puede ser destruido por procesos ambientales)
- Bioenergética de una cadena trófica
- Baja o inexistente tasa de degradación interna/excreción de la sustancia (incluso debido a su insolubilidad en agua)

## Sustancias que se biomagnifican
La tendencia de una sustancia a dar lugar a este proceso está ligada a su hidrofobicidad y se mide mediante el coeficiente de reparto octanol-agua
Entre las sustancias susceptibles de seguir este proceso destacan aquellas sustancias orgánicas con propiedades lipofílicas o que resultan difíciles de degradar. Algunos compuestos orgánicos tienen una gran estabilidad química por lo que los mecanismos biológicos de degradación habituales resultan extremadamente lentos. Estas sustancias reciben actualmente el nombre de contaminantes orgánicos persistentes o COPs y, en su mayor parte, son compuestos organoclorados.
Los metales pesados, al ser elementos, no pueden ser degradados. Ahora bien, los organismos han estado sometidos a la presencia de metales durante todo el proceso evolutivo, por lo que tienen mecanismos para secuestrar los metales y excretarlos. Los problemas ocurren cuando un organismo está expuesto a concentraciones superiores a las usuales, que no pueden excretar lo suficientemente rápido como para prevenir daños. Estos metales se acumulan en tejidos óseos en forma inorgánica (plomo) o son transformados en formas orgánicas y acumulados en tejidos grasos (mercurio).

### Contaminante orgánico persistente
- DDT
- HCB
- PCB
- Toxafeno
- Metilmercurio

### Compuestos inorgánicos
- Arsénico
- Cadmio
- Mercurio
- Selenio